# Анна (фрегат, 1829)
А́нна — парусный фрегат Российского Императорского флота, тип «Спешный». Относился к рангу 44-пушечных фрегатов, хотя имел 54 орудия. Заложен 29 сентября 1828 года на Охтенской верфи. Строитель В. Ф. Стоке. Спущен на воду 19 мая 1829 года, вошёл в состав Балтийского флота, с 1833 года — в составе Черноморского флота.

## Основные характеристики
- Водоизмещение = около 1950 тонн[1];
- Длина по верхней палубе = 48,6 м[1];
- Ширина по мидель-шпангоуту = 12,7 м[1];
- Осадка = 3,9 м[1];
- Арт. вооружение = 54 ор[1]. (24-фн — по штату[2]);
- Экипаж = 340/430 человек[1][3].

## Служба
В 1829 году находился в практическом плавании в Балтийском море. В 1830 в составе отряда капитана I ранга Ф. П. Литке ходил в практическое плавание с гардемаринами в Атлантический океан до острова Исландия. Весной 1831 года во главе отряда перешёл из Кронштадта в Архипелаг для усиления отряда контр-адмирала П. И. Рикорда.

Участвовал в действиях флота во время гражданской войны в Греции 1831—1832. 28 марта 1832 подошёл к крепости Паламиди, захваченной повстанцами, и высадил десант, взявший крепость. В августе 1832 с отрядом союзных судов ходил в Триест.
В мае 1833 получил приказ о возвращении в Россию. В июне 1833 вместе с отрядом фрегат пошёл к Дарданеллам, вошёл в пролив, у Буюк-дере присоединился к эскадре вице-адмирала М. П. Лазарева и с ней пришёл в Севастополь. В 1833 году передан в состав Черноморского флота.
В 1834 находился в практическом плавании в Чёрном море. В 1836 и 1837 в составе отряда судов Абхазской экспедиции крейсировал у берегов Кавказа.
2 июня 1837 во главе отряда контр-адмирала С. А. Эсмонта вышел из Сухум-Кале с войсками на борту и 6 июня 1837 подошёл к мысу Адлер. 7 июня, обстреляв укрепления горцев, высадил десант.
В 1838 году переоборудован в блокшив.

## Командиры фрегата
Командирами фрегата «Анна» с составе Российского императорского флота в разное время служили:
- князь М. П. Шаховской (1829 год);
- капитан-лейтенант, а с 1 (13) января 1831 года капитан 2-го ранга А. И. Селиванов (1830—1833 годы);
- капитан-лейтенант П. М. Вукотич (1834 год);
- капитан 2-го ранга П. И. Камараш (1835—1838 годы).